# Hans de Booij

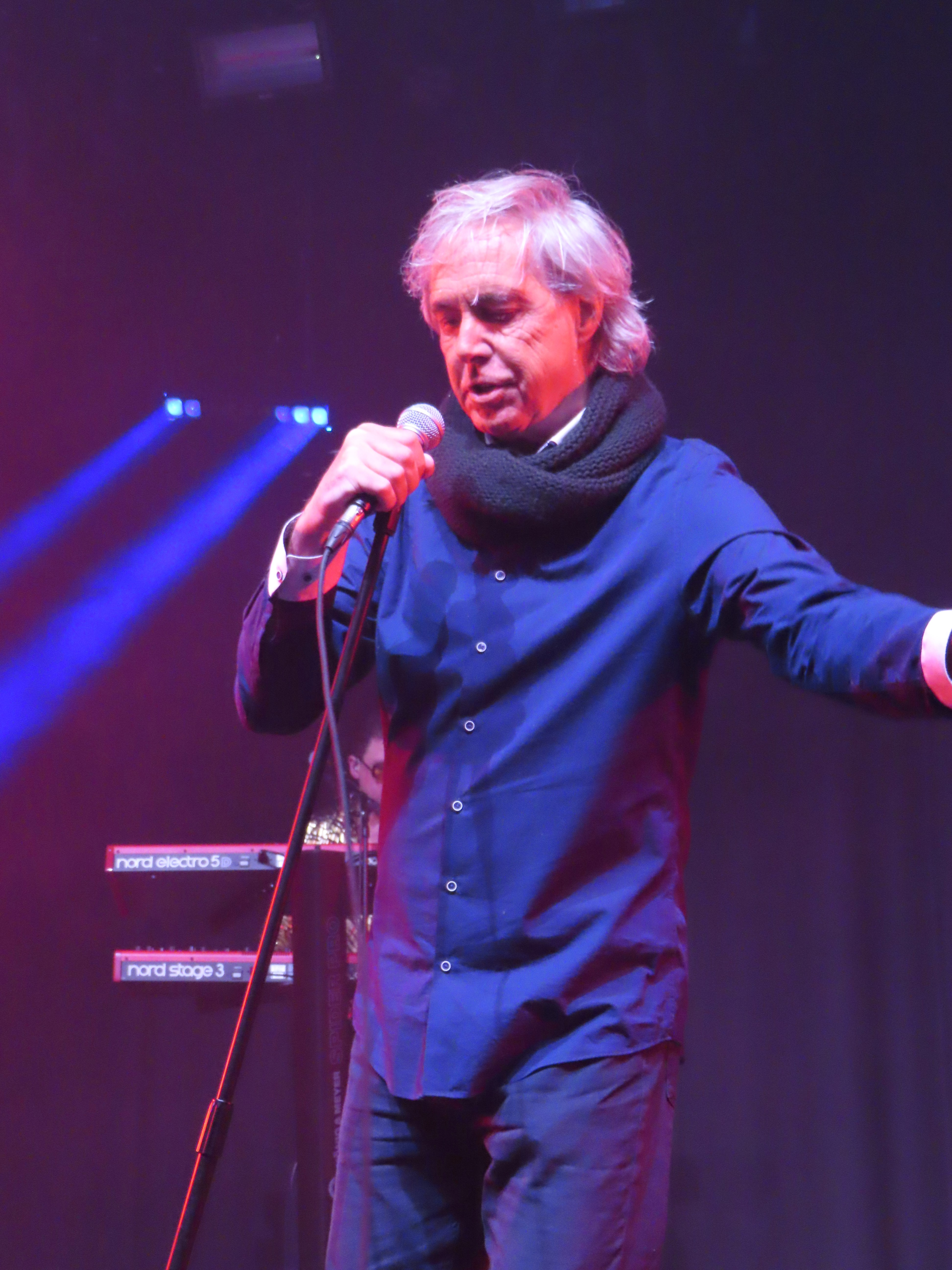
De Booij tijdens de Nacht van de Nederpop (februari 2024)

Hans de Booij (Arnhem, 2 juni 1958) is een Nederlandse zanger en liedjesschrijver.

## Levensloop
De Booij studeerde kleinkunst in Antwerpen en werd daarna theatertechnicus voor onder andere Boudewijn de Groot.
In het begin van de jaren tachtig vormde hij met Alain Mazijn de cabaretgroep Circus Stupido. Ze brachten een single uit (We gaan en Alles is al gezegd), geproduceerd door Bram Vermeulen. De groep Golden Delicious verzorgde de begeleiding.
Muziekuitgever Hans Kusters stelde hem in 1983 in staat zijn eerste album op te nemen. Dit album, genaamd Hans de Booij was zowel in België als in Nederland een succes. De bijbehorende single Een vrouw zoals jij, die voorafgaande het album verscheen, bereikte de 20e plaats in de Nederlandse Top 40. In de zomer van 1983 verscheen de single Annabel. Dit was een bewerking van een nummer van Boudewijn de Groot en Herman Pieter de Boer, dat oorspronkelijk bedoeld was voor De Groots album Van een afstand. De muziek werd verzorgd door Ruud van Es en Peter Kommers van de band Nova, in wiens studio het nummer ook werd opgenomen. De single, met als B-kant De Booijs eigen compositie Dominique, bereikte de derde plaats van de Top 40. Hierop werd het album opnieuw uitgegeven in een versie waarop de nummers van de eerste zijde van de plaat op de tweede zijde van de plaat werden gezet en Annabel als eerste nummer op de A-kant op het album, voor de oorspronkelijke B-kant, werd ingevoegd.
Het album Vermoeden van Vrijheid bracht de hit Thuis ben, dat een bewerking was van De Booijs pianochanson Vermoeden van vrijheid waarvoor Herman Pieter de Boer de tekst herschreef en de muziek werd bewerkt tot een popsong. Op de plaat was ook een bewerking te horen van Eric Claptons Wonderful Tonight en het nummer Vrolijke violen, dat evenals Annabel geschreven werd door Boudewijn de Groot en Herman Pieter de Boer.
De Booij voelde zich echter ongelukkig in de gekozen muzikale koers. Zijn eigen werk viel veel meer in de categorie grimmige chansons, zoals Jacques Brel en Ramses Shaffy die vertolkten. In de tweede helft van de jaren tachtig legde hij zich steeds meer toe op die stijl en verder plaatsucces bleef uit. Wel trad De Booij in de loop der jaren regelmatig op in theaters en in Antwerpse cafés. Zo bracht hij de evergreen De lichtjes van de Schelde van Bobbejaan Schoepen uit 1952 weer onder de aandacht. De Booij kwam verder in het nieuws doordat hij persoonlijk failliet ging, een dronken schermutseling met de Antwerpse politie had (de rechter stelde hem later in het gelijk). Ook gaf hij een boek uit waarin hij zijn persoonlijke levensfilosofie beschreef en waarbij hij onder meer pleitte voor de oprichting van een Ministerie van Liefde. De Booij ging maandenlang met een rugzak vol boeken door het land om zijn boeken deur aan deur te verkopen. Uiteindelijk wist hij er meer dan 4000 te verkopen.
In 1999 ontmoette De Booij toevallig de veertiende dalai lama voor de Schouwburg van Antwerpen en voelde hij zich sterk aangetrokken tot de geweldloosheid zoals die gepredikt wordt door het boeddhisme. Terugkijkend op de diepe dalen in zijn leven vertelde De Booij: "Ik ben rijk geworden door een hele tijd geen geld te hebben."
De Booij, die inmiddels in het Belgische Oostende woonde, keerde in 2007 met een nieuwe band terug op de Nederlandse podia en zong liedjes van zijn album Emocratie dat in september was uitgekomen. In interviews zegt hij teleurgesteld te zijn in de Nederlandse muziekcultuur, omdat de publieke radiozenders nauwelijks nog Nederlandstalig repertoire draaien.
In 2008 vertrok De Booij naar Thailand, waar hij op het eiland Ko Pha Ngan woont en ging werken aan zijn comeback, samen met musicus-producer Hans Vermeulen (Sandy Coast, Rainbow Train). In oktober 2009 verscheen zijn cd Ontsnapt aan een kokosnoot, in 2010 was er een Nederlandse tournee. In 2011 nam hij samen met de Nederlandse rapper Sef het nummer Diamanten op.
In 2012 maakte De Booij een nummer getiteld Verkiezingen 12 september. In april van 2012 trouwde De Booij in Thailand. In 2014 verscheen de single Halleloejah! en een jaar later de single Niets = voor altijd in samenwerking met De kleinkunstROCKband, waarmee hij in 2015 en 2016 op verschillende locaties in Nederland en België optrad.
Eind 2020 maakte hij zijn comeback als zanger met de single De knecht. In november 2020 kwam zijn nieuwe album uit, gepresenteerd in april 2021, Hoe had ik het anders moeten doen?
In november 2022 was hij op tv in Secret Duets om te zingen met Samantha Steenwijk.
Op 14 februari 2023, Valentijnsdag, was De Booij te zien als deelnemer in het tv-programma First Dates.
Op 12 april 2023 verscheen het boek Het wordt niets zonder jou, een biografisch portret, geschreven door auteur Sander van Leeuwen.

### Persoonlijk
In 2001 werden 77 olieschilderijen van hem geveild die door een gerechtsdeurwaarder in beslag waren genomen.
De Booij heeft volgens eigen zeggen een vorm van autisme, die pas op latere leeftijd, in 2013, gediagnosticeerd werd. Volgens De Booij biedt de diagnose hem rust.
Eind november 2021 werd De Booij opgenomen op de intensive care van het Amsterdam UMC met COVID-19. Hij had zijn manager toen al gevraagd bij een eventueel overlijden het nummer Vlinderhart uit te brengen. De Booij herstelde echter goed, en heeft verklaard dat het bidden van het Onze Vader hem daarbij heeft geholpen. Eerder zei hij ook dat hij het boeddhisme praktiseerde. Begin 2025 heeft hij toch moeten besluiten zijn zangcarrière te beëindigen vanwege long covid.

## Discografie

### Albums
| Album met eventuele hitnotering(en) in de Nederlandse Album Top 100 | Datum van verschijnen | Datum van binnenkomst | Hoogste positie | Aantal weken | Opmerkingen   |
| ------------------------------------------------------------------- | --------------------- | --------------------- | --------------- | ------------ | ------------- |
| Hans de Booij                                                       | 1983                  | 12-02-1983            | 6               | 16           |               |
| Vermoeden van vrijheid                                              | 1984                  | 16-06-1984            | 30              | 4            |               |
| Ik hou van alle vrouwen                                             | 1986                  | 22-11-1986            | 47              | 2            |               |
| Ca va bien?                                                         | 1987                  | -                     |                 |              |               |
| Het beste                                                           | 1987                  | -                     |                 |              | Verzamelalbum |
| Geboren vrienden                                                    | 1989                  | -                     |                 |              |               |
| De beste                                                            | 1990                  | -                     |                 |              | Verzamelalbum |
| Onvervangbaar                                                       | 1990                  | -                     |                 |              |               |
| Natuurlijk Nederlands                                               | 1992                  | -                     |                 |              |               |
| Vlaamse helden                                                      | 1992                  | 20-06-1992            | 70              | 5            |               |
| Een gat in de markt                                                 | 1993                  | -                     |                 |              |               |
| Annabel en andere grote hits                                        | 1994                  | -                     |                 |              | Verzamelalbum |
| Rechtstreeks '82-'94                                                | 1994                  | -                     |                 |              |               |
| Voor mekaar                                                         | 1996                  | -                     |                 |              |               |
| Alleen                                                              | 1997                  | -                     |                 |              | Livealbum     |
| Geduld                                                              | 2002                  | -                     |                 |              |               |
| Emocratie                                                           | 2007                  | 22-09-2007            | 97              | 1            |               |
| Ontsnapt aan een kokosnoot                                          | 2009                  | -                     |                 |              |               |
| Diamanten                                                           | 2011                  | -                     |                 |              |               |
| Hoe had ik het anders moeten doen                                   | 2020                  | -                     |                 |              |               |

### Singles
| Single met eventuele hitnotering(en) in de Nederlandse Top 40 | Datum van verschijnen | Datum van binnenkomst | Hoogste positie | Aantal weken | Opmerkingen                                   |
| ------------------------------------------------------------- | --------------------- | --------------------- | --------------- | ------------ | --------------------------------------------- |
| Iedereen het zijne                                            | 1982                  | -                     |                 |              |                                               |
| Een vrouw zoals jij                                           | 1982                  | 15-01-1983            | 20              | 5            | Nr. 18 in de Nationale Hitparade              |
| Annabel                                                       | 1983                  | 16-07-1983            | 3               | 12           | Nr. 4 in de Nationale Hitparade               |
| Thuis ben                                                     | 1983                  | 07-01-1984            | 7               | 6            | Nr. 5 in de Nationale Hitparade / Alarmschijf |
| Vrijheid                                                      | 1984                  | 12-05-1984            | tip19           | -            |                                               |
| Ogen                                                          | 1984                  | 12-01-1985            | tip20           | -            |                                               |
| Alle vrouwen                                                  | 1986                  | 01-11-1986            | tip2            | -            | Nr. 26 in de Nationale Hitparade              |
| Groene smart                                                  | 1992                  | 02-05-1992            | tip15           | -            | Nr. 67 in de Nationale Top 100                |
| De lichtjes van de Schelde                                    | 1992                  | -                     |                 |              | met Wannes Van de Velde                       |
| Van Traalala                                                  | 1995                  | -                     |                 |              |                                               |
| Diamanten                                                     | 2011                  | -                     |                 |              | met Sef                                       |
| Tommy uit Appingedam                                          | 2018                  | -                     |                 |              |                                               |
| Mooier                                                        | 2019                  | -                     |                 |              |                                               |
| De knecht                                                     | 2020                  | -                     |                 |              |                                               |
| Hoe had ik het anders moeten doen                             | 2020                  | -                     |                 |              |                                               |
| Nooit meer van God los                                        | 2023                  | -                     |                 |              | Met Jacco Wynia                               |

| Single met hitnotering(en) in de Vlaamse Ultratop 50 | Datum van verschijnen | Datum van binnenkomst | Hoogste positie | Aantal weken | Opmerkingen                  |
| ---------------------------------------------------- | --------------------- | --------------------- | --------------- | ------------ | ---------------------------- |
| Een vrouw zoals jij                                  | 1982                  | 22-01-1983            | 28              | 4            |                              |
| Annabel                                              | 1983                  | 06-08-1983            | 3               | 11           | Nr. 5 in de Radio 2 Top 30   |
| Thuis ben                                            | 1983                  | 14-01-1984            | 17              | 6            | Nr. 22 in de Radio 2 Top 30  |
| Lichtjes van de Schelde                              | 1992                  | 08-08-1992            | 38              | 4            | met Wannes Van de Velde      |
| Niets = voor altijd                                  | 2015                  | 16-05-2015            | tip59           | -            | met de Kleinkunstrockband    |
| Nooit ofte nooit                                     | 2016                  | 30-09-2017            | tip             | -            | met Sabien Tiels             |
| Fiets                                                | 2017                  | 07-10-2017            | tip             | -            | met Van Neygen & Van Bambost |
| Witte witte wijn                                     | 2018                  | 08-09-2018            | tip             | -            |                              |
| Mooier 2.0                                           | 2020                  | 01-02-2020            | tip             | -            |                              |

### NPO Radio 2 Top 2000
| Nummers met noteringen in de NPO Radio 2 Top 2000 | '99  | '00 | '01  | '02  | '03  | '04  | '05  | '06  | '07  | '08  | '09 | '10  | '11 | '12 | '13  | '14  | '15  | '16  | '17  | '18  | '19  | '20  | '21  | '22  | '23  | '24  |
| ------------------------------------------------- | ---- | --- | ---- | ---- | ---- | ---- | ---- | ---- | ---- | ---- | --- | ---- | --- | --- | ---- | ---- | ---- | ---- | ---- | ---- | ---- | ---- | ---- | ---- | ---- | ---- |
| Annabel                                           | 609  | 945 | 862  | 935  | 665  | 693  | 863  | 952  | 1070 | 854  | 998 | 1180 | 879 | 959 | 1173 | 1227 | 1405 | 1660 | 1666 | 1857 | 1560 | 1497 | 1514 | 1488 | 1440 | 1690 |
| Een vrouw zoals jij                               | 1607 | -   | 1086 | 1346 | 1508 | 1615 | 1754 | 1705 | -    | 1859 | -   | 1997 | -   | -   | -    | -    | -    | -    | -    | -    | -    | -    | -    | -    | -    | -    |

1. ↑  Een '-' betekent dat het nummer niet was genoteerd en een vetgedrukt getal geeft de hoogste notering van een nummer aan.